# Simon Duplay (chirurgien)
Cet article concerne le chirurgien. Pour son grand-père, le révolutionnaire, voir Simon Duplay (révolutionnaire).
Pour les articles homonymes, voir Duplay et Simon Duplay.
Simon-Emmanuel Duplay (Paris, 10 septembre 1836 - Paris, 16 janvier 1924), chirurgien des hôpitaux et professeur de clinique chirurgicale français. Il est un membre de la célèbre famille Duplay, qui hébergea Maximilien de Robespierre entre 1791 et 1794. Il est membre de l'Académie de médecine (1877).

## Famille et relations
Simon-Emmanuel Duplay est le fils d'Auguste Duplay, médecin, lui-même fils de Simon Duplay (1774-1827), secrétaire particulier de Robespierre. Il est en outre le neveu d'Edmée Duplay (1798-1875), l'épouse de l'helléniste Philippe Le Bas (1794-1860). Il est aussi ami du Dr Adrien Proust professeur à la Faculté de médecine de Paris.[réf. nécessaire]
Marié à Caroline Atalie Flore Marie Joséphine Faugère-Dubourg le 16 avril 1879, il a un fils, Maurice Duplay (1880-1978), romancier et ami de Marcel Proust.[réf. nécessaire]

## Biographie
Il reçoit le prix Barbier en 1865 pour sa thèse de doctorat : Les collections séreuses et hydatiques du pli de l'aine.
Il est élu membre de l'Académie de médecine en 1877.[réf. nécessaire]
Chevalier de la légion d'Honneur le 15 octobre 1871 et Officier de la légion d'Honneur le 13 juillet 1887.
Il est enterré au cimetière du Père-Lachaise (16e division).[réf. nécessaire]

## Carrière

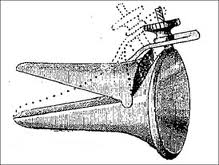
Spéculum nasal - schéma proposé par Asselin et Houzeau (1889)

Chirurgien des hôpitaux en 1867, Simon-Emmanuel Duplay devient professeur de clinique chirurgicale. Il est notamment l'inventeur du spéculum nasal et l'auteur de plusieurs ouvrages et traités.[source insuffisante] Il a décrit une technique de correction du hypospadias qui constitue la base de la principale opération utilisée actuellement.[réf. nécessaire]

## Publications
Voir une liste des publications de Duplay disponibles sur Gallica.
- Traité élémentaire de pathologie externe, tomes 3 et 4[n 3] :
  - [Follin et Duplay 1869] E. Follin et Simon-Emmanuel Duplay, Traité élémentaire de pathologie externe, t. 3 : Maladies des tissus, maladies des régions (publications du Progrès médical), Paris, Victor Masson et Fils, 1869, 896 p. (lire en ligne [sur gallica]).
  - [Follin et Duplay 1875] E. Follin et Simon-Emmanuel Duplay, Traité élémentaire de pathologie externe, t. 4 : Maladies des yeux, maladies des oreilles, maladies de la bouche (publications du Progrès médical), Paris, Victor Masson et Fils, 1869, 880 p. (lire en ligne [sur gallica]).
- [1877] Conférences de clinique chirurgicale faites aux hôpitaux Saint-Louis et Saint-Antoine (publications du Progrès médical, 2 tomes : t. 1 et t. 2), Paris, libr.-éd. éd. Vve A. Delahaye et Co, 1877, 317 p. (présentation en ligne).
- [1883] Leçons sur les traumatismes cérébraux (publications du Progrès médical), Paris, éd. A. Delahaye et É. Lecrosnier, 1883, 56 p. (lire en ligne [sur gallica]).
- [1887] « Traitement des fractures transversales de la rotule à l'aide d'une griffe spéciale », Archives générales de médecine, vol. 7, no 19,‎ avril 1887, p. 385-397 (lire en ligne [sur biusante.parisdescartes.fr]).
- [1892-1899] Traité de chirurgie, 8 tomes (dir. Simon Duplay et Paul Reclus),.
- Cliniques chirurgicales de l'Hôtel-Dieu.